# Dollar australien
Pour les articles homonymes, voir dollar et AUD.
Le dollar australien (en anglais : Australian dollar ; symbole : $, code ISO : AUD) est la monnaie officielle de l'Australie et de ses dépendances comme :
- l'île Christmas (océan Indien) ;
- l'Île Norfolk ;
- les îles Cocos (Keeling) ;
- les îles Heard-et-MacDonald.

C'est aussi la monnaie officielle d'États indépendants comme :
- la république des Kiribati (qui comprend l'île Christmas homonyme ou Kiritimati) ;
- la république de Nauru ;
- l'État des Tuvalu.

Kiribati, Nauru et Tuvalu disposent néanmoins de pièces spécifiques.
Ses symboles sont $A, A$ ou AU$ et son code ISO est AUD.
Les journaux financiers le surnomment « Aussie » par référence au chien de berger australien homonyme.
Le dollar australien a perdu 15 % de sa valeur entre 2016 et 2019.

## Histoire
Différents noms avaient été proposés en 1965 par le Premier ministre de l'époque Robert Menzies pour la nouvelle monnaie en préparation : The Royal, The Austral, The Oz, The Boomer, The Roo, The Kanga, The Emu, The Digger, The Kwid et Ming (le surnom du Premier ministre). The Royal était le nom favori de Robert Menzies et plusieurs graphismes furent élaborés et fabriqués par l'imprimerie de la Banque de réserve d'Australie. Mais ce nom n'était pas populaire auprès des Australiens.

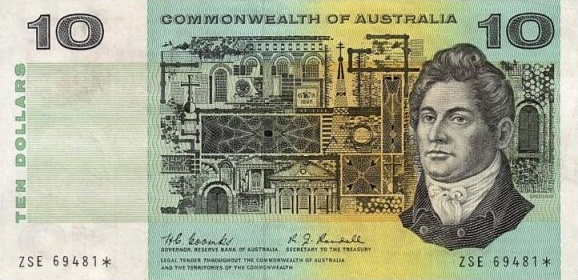
Billet de 10 dollars série 1966.

Finalement, le 14 février 1966, la livre australienne est remplacée par le dollar australien (AUD) et le système décimal est introduit avec l'apparition du cent qui équivaut au centième du dollar. Le dollar australien valait alors la moitié d'une livre australienne.

## Pièces
Six pièces sont en circulation : 2 et 1 dollars et 50, 20, 10 et 5 cents. Une trentaine de pièces commémoratives ont été mises en circulation depuis 1970 aux valeurs des pièces courantes. Des pièces de collection ont également été fabriquées. Les pièces de 1 et 2 cents ont été retirées de la circulation en 1991, après l'inflation qui a nettement réduit leur usage. Dans les années 2010, la Monnaie royale a demandé à l'État de supprimer la pièce de 5 cents à cause de l'augmentation du prix des métaux, la pièce coûtant plus cher à produire que sa valeur.

## Billets
Cinq billets sont en circulation : 5, 10, 20, 50 et 100 dollars. Le billet de 5 $ fut introduit en 1967. Celui de 2 $ fut retiré en 1988 et remplacé par une pièce ce qui ne fut pas le cas du 1 $ en 1984. Le billet de 100 $ fut introduit en 1984 en réponse à l'inflation.
Depuis 1988, les billets sont en polypropylène (une première mondiale à l'époque) et possèdent une fenêtre transparente comportant un filigrane du capitaine James Cook.

## Caractéristiques
Le dollar australien fait partie de ce que l'on appelle les monnaies matières premières (en anglais : commodities currencies), c'est-à-dire des monnaies de pays dont les exportations de matières premières représentent une très grosse partie de l'économie. Le dollar canadien, le rouble russe ou la couronne norvégienne sont également des monnaies matières premières. Le dollar australien est notamment lié aux exportations de métaux (cuivre, zinc, étain, plomb, uranium), de denrées alimentaires (mérinos, élevage bovin, blé) ou de gaz naturel.

Évolution du taux de change du dollar australien par rapport à l'Euro entre 1999 et 2018.